# 津輕大澤站

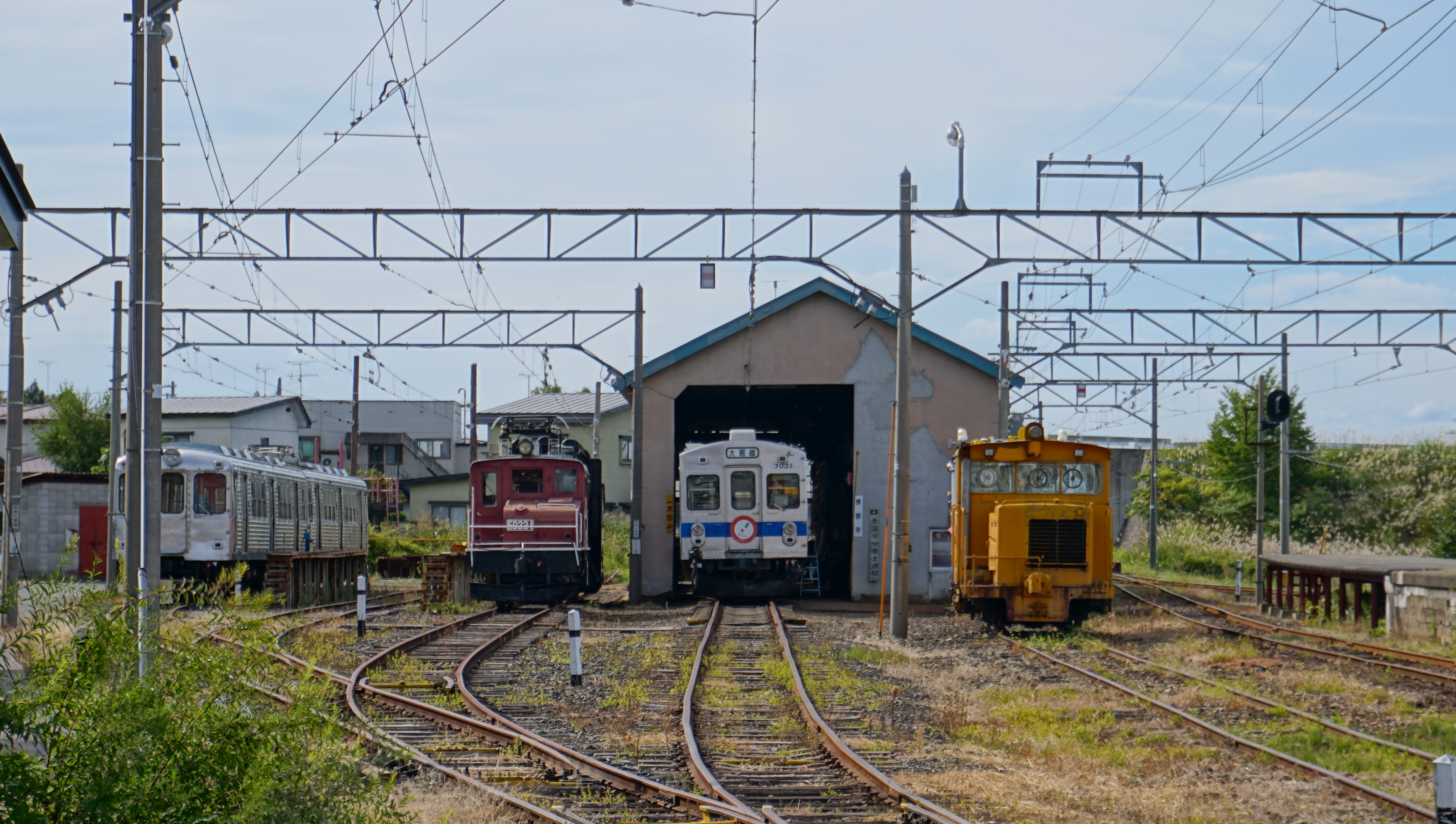
車站內的車輛檢修所

津輕大澤站（日语：／ Tsugaru Osawa eki */?）是位於青森縣弘前市大字大澤字稻元1番1號，弘南鐵道的大鰐線車站。車站編號為KW 08。大鰐線的車廠設於本站旁。

## 車站構造
單層木建站房1座，前端為候車大堂，已停止使用的售票窗口與車站正門相對，後方為原站務室，開放式剪票口位於候車大堂右側，通過往車廠的側線及往大鰐方向的路軌後便可到達月台。
無人化後，售票窗口及驗票窗口均已被木板所圍封，改為告示板。
另外，位於站房旁的「白壽園驛前館」外側，設有專為弘南鐵道乘客而設的男、女獨立式洗手間。

### 月台
島式月台1座，可進行列車交會。也是現行時間表下大部份班次的上、下行列車均在本站交會。列車採用右側進站方式，右側上落。
站內設有大鰐線是運行管理中心（運転指令），同時設有車輛檢修所（車廠和檢修所）、電氣管理所、變電所和維護路軌管理所。
月台南端／站房西端為大鰐線的車廠，共有5條軌道。除了停泊列車及工程車外，第2、3條側線可直駛入工場。
| 月台     | 路線    | 方向         |
| -------- | ------- | ------------ |
| 靠近站房 | ■大鰐線 | 大鰐方向     |
| 遠離站房 | ■大鰐線 | 中央弘前方向 |

## 歷史
- 1952年1月26日：弘前電氣鐵道（日语：弘前電気鉄道）車站啟用。
- 1970年10月1日：弘前電氣鐵道轉讓至弘南鐵道，成為弘南鐵道大鰐線車站。同時改為業務委托車站。
- 1971年11月8日：站內新設車輛檢修所。
- 1972年7月1日：改回直營車站。
- 1974年10月1日：二度成為業務委托車站。
- 日期不詳：二度變回直營車站。
- 2011年11月30日：改為無人車站。
- 2020年10月10日：加入車站編號[1][2][3]。

## 使用狀況
| 1日上落車人次 | 1日上落車人次 |
| 年度          | 1日平均人次   |
| ------------- | ------------- |
| 2011年        | 133           |
| 2012年        | 138           |
| 2013年        | 118           |
| 2014年        | 106           |
| 2015年        | 116           |
| 2016年        | 99            |
| 2017年        | 107           |
| 2018年        | 55            |
| 2019年        | 58            |
| 2020年        | 100           |
| 2021年        | 113           |
| 2022年        | 55            |

## 相鄰車站
弘南鐵道
大鰐線
義塾高中前（KW 09）－津輕大澤（KW 08）－松木平（KW 07）

## 外部連結
- 津輕大澤站（日語） （各站資訊） - 弘南鐵道